# Awertyn
Awertyn, Avertinus Gallus (ur. ?, zm. 1189) – święty katolicki, diakon, eremita.
Awertyn był diakonem z Tours, który towarzyszył w wygnaniu Tomaszowi Becketowi. Po śmierci św. Tomasza do końca życia wiódł żywot pustelniczy w Tours.
We Francji istnieje miejscowość Saint-Avertin, a w klasztorze karmelitów w Oborach znajduje się jego podobizna.
Jego wspomnienie obchodzone jest 5 maja.